# Kakanui
Kakanui est une localité Néo-Zélandaise située sur la côte est de la région d’Otago, dans l’Île du Sud.

## Situation
Elle siège à 14 kilomètres au sud de la ville d’Oamaru.
Le  fleuve Kakanui et son estuaire divise le centre-ville en 2 parties.
La partie de la ville située au sud de la rivière, connu sous le nom de «Kakanui Sud», autrefois « Campbells Bay », s’est développée plutôt comme une collection de crib ou maisons de vacances (en).

## Géographie
Le fleuve Kakanui atteint la mer près de la ville et la chaîne peu élevée des monts Kakanui (en), qui s’étendent à l’intérieur vers le sud en direction, de la ville Oamaru et du plateau de Maniototo (en).

## Population
La population de la ville de kakanui était de 414 habitants en 2006 selon le recensement en 2006 de la Nouvelle-Zélande, inchangée par rapport à 2001.
Une augmentation récente du développement du lotissement a entraîné l’augmentation de la densité des couples dans le secteur de «Kakanui Sud» ,.

## Histoire
L' iwi des Kai Tahu (en) avaient l’habitude d’occuper temporairement le secteur de Kakanui lors de ses déplacements vers le nord comme le met en évidence l’existence d’amas coquillier situé sur le côté nord de l’estuaire. 

## Géologie
Le secteur autour de Kakanui est réputé pour ses formations de calcaire, et la production de nombreux fossiles. 
Des activités de carrière avait lieu  autrefois ici. 
Le sol riche et fertile de la zone autour de la rivière a des propriétés physiques, qui le rend parfait pour les sports de terrain, et en particulier le lancer du cricket. 
De nombreux parmi les champions de cricket de la Nouvelle-Zélande sont venus utiliser le sol de Kakanui pour leurs blocs de wicket.

## Plages
La principale plage de Kakanui, au sud du promontoire principal, est connue sous le nom de « Campbell's Bay ». 
Elle a fourni le premier 'break' de surf et la première plage sécurisée pour nager (partant de « Caroline Bay » à Timaru ) au sud de la Péninsule de Banks. 
La plage a une longueur d’approximativement 2 kilomètres, et son extrémité sud, connue sous le nom de « All Day Bay », offre plus d’abris que l’extrémité nord, mais moins de possibilité de surf.
La plage de sable en dessous de la pointe nord de l’embouchure de la rivière s’étendant en direction de Oamaru permet de profiter de la nage en toute sécurité. 
La plage au sud du cap principal est caractérisée par du sable orange, alors que la plage nord a du sable blanc.

## Horticulture
Le sol volcanique riche du secteur de Kakanui convient bien à l’horticulture intensive. 
Le centre-ville comporte un certain nombre de serres, utilisées initialement pour faire grossir les tomates, mais aussi pour la production des concombres et des Capsicums (piments). 
Les terres entourant la ville (en particulier vers le nord, en direction de la ville de Totara) sont caractérisées par l’existence de Maraîchages (souvent tenus par les Chinois de Nouvelle-Zélande), faisant pousser une grande variété de légumes. 
Kakanui a une réputation particulière pour les pommes de terre nouvelles, qui sont vendues à travers toute la Nouvelle-Zélande.

## Histoire
Kakanui était autrefois un port actif au niveau de la berge nord du fleuve, avec un hôtel, un maréchal-ferrant, une usine de viande et un bureau de poste. 
Les commerces de la localité de Kakanui ont décliné après l’installation du chemin de fer, un peu plus à l’intérieur des terres, se déplaçant vers la ville de Maheno et avec le développement du commerce de la viande congelée.

## Erreur de Dénomination
Kakanui est souvent appelée sur les cartes "Taranui". 
Toutefois, ce nom n’est pas d’usage courant localement ni sur la signalisation routière. 
"Taranui" peut être le nom erroné sur les premières cartes, faisait références à une ferme de ce nom, située légèrement à l’intérieur par rapport à Kakanui.